# Familia espiritual
En el ámbito de la Iglesia católica, Familia espiritual es un conjunto de instituciones, obras o personas que está comprendido en un grupo que vive una espiritualidad particular, aprobada por la autoridad eclesial, y que tiene por tanto el reconocimiento de un carisma. El carisma es un don especial del Espíritu Santo que es transmitido a un Fundador(a) o una comunidad eclesial, que al conservarlo conforman un patrimonio espiritual que orienta la vida de fe de los integrantes de esta familia.

## Historia
En la historia de la Iglesia existen varias familias espirituales que se adhieren en torno a las características particulares y universales de una espiritualidad. Estas usualmente se agrupan siguiendo la inspiración de un fundador o un santo inspirador del fundador, en la mayoría de los casos acentuando una identidad que las distingue de otras fundaciones. Así se ha ido gestando varias espiritualidades particulares que orientan la vida y el apostolado de las diversas familias espirituales existentes hasta nuestros días. 
Estas familias agrupan diversas asociaciones eclesiales, en algunos casos iniciadas por el mismo fundador, en otros por el mismo santo inspirador.